# Adolphe Terracher
Adolphe Terracher (* 16. Februar 1881 in Vindelle (Charente); † 2. April 1955 in Vichy) war ein französischer Romanist.

## Leben und Werk
Terracher war als Schüler von Jules Gilliéron mit 21 Jahren Agrégé und genoss von 1904 bis 1907 ein Stipendium der Fondation Thiers. Dann war er Lektor in Uppsala. Er habilitierte sich mit den beiden Thèses Les aires morphologiques dans les parlers populaires du nord-ouest de l’Angoumois 1800–1900 (Paris 1912–1914) und La Tradition manuscrite de «La Chevalerie Vivien» (Paris 1912). Von 1910 bis 1913 war er Professor für französische Literatur an der Johns Hopkins University Baltimore, von 1913 bis 1919 Professor für Französisch an der Universität Liverpool und ab 1919 Professor an der Universität Straßburg. Von 1925 bis 1932 war er Rektor in Dijon, von 1932 bis 1938 in Bordeaux und ab 1938 in Straßburg. In dieser Funktion verlagerte er 1939 die Universität Straßburg nach Clermont-Ferrand, von wo sie erst 1944 zurückkam, nachdem sie bis dahin dem deutschen Druck standgehalten und 1943 eine Razzia erlebt hatte, die einen Teil der Professoren ins KZ führte. Terracher war vom 19. Dezember 1940 bis 2. Januar 1944 Staatssekretär bzw. Generalsekretär für das Unterrichtswesen in den Vichy-Regierungen Laval, Flandin und Darlan, bevor er auf deutsche Intervention hin abgelöst wurde. Wegen dieser Vichy-Aktivität geriet er nach der Befreiung Frankreichs ins Zwielicht der öffentlichen Meinung und hatte Mühe, sich zu rehabilitieren.
Terracher begründete 1919 zusammen mit Gustave Rudler die Zeitschrift The French Quarterly und 1924 zusammen mit Oscar Bloch die Zeitschrift Revue de linguistique romane wie auch gleichzeitig die Société de Linguistique Romane, deren erster Präsident Ferdinand Brunot war.

## Weitere Werke
- (Hrsg.) La Chevalerie Vivien. Chanson de geste. I, Textes, Paris 1909, 1923